# Hamilton Ironworks
«Hamilton Ironworks» — (с англ. — «Чугунолитейный завод Гамильтон») — последний альбом Джона Хартфорда, выпущенный перед смертью музыканта в 2001 году. Наряду с Хартфордским стрингбендом, Хартфорд интерпретирует 22 мелодии традиционной музыки, исполненных на скрипке.

## Список композиций
Все песни являются мелодиями традиционной музыки.
1. Intro — 0:59
2. Knockin' at Your Door — 3:40
3. Woodchopper’s Breakdown — 3:18
4. Hamilton Ironworks — 4:01
5. Jawbone — 2:11
6. Politic — 3:29
7. Wooliver’s Money Musk — 3:27
8. Ragtime Dream — 4:20
9. Quail Is a Pretty Bird — 3:25
10. Eminence Breakdown — 3:09
11. Ragged Bill — 2:57
12. Hi Dad in the Morning — 3:57
13. Black River — 3:12
14. Green Corn — 2:42
15. Devil’s Hornpipe — 3:56
16. Wolves a Howlin' — 2:23
17. Fiddler’s Hornpipe — 2:57
18. White River — 2:56
19. Greenback Dollar — 2:37
20. Comin' Down from Denver on a Trip to Galway Here and There — 4:50
21. Chicken Oh Chicken — 2:23
22. Goforth’s Dusty Miller — 3:04
23. Turkey Buzzard — 3:28

## В записи участвовали
- Джон Хартфорд — скрипка, вокал
- Боб Карлин — банджо
- Майк Комптон — мандолина
- Ларри Перкинс — банджо, бас-гитара, скрипка